# نيكول هيلتز
نيكول هيلتز (بالإنجليزية: Nichole Hiltz)‏ هي ممثلة أمريكية، ولدت في 3 سبتمبر 1978 في الولايات المتحدة.

## وصلات خارجية
- نيكول هيلتز على موقع IMDb (الإنجليزية)
- نيكول هيلتز على موقع إن إن دي بي (الإنجليزية)
- نيكول هيلتز على موقع قاعدة بيانات الفيلم (الإنجليزية)